# The Love Album
The Love Album este al optulea album și primul album de interpretări al trupei irlandeze Westlife și a fost lansat pe 20 noiembrie, 2006. În Filipine, albumul a fost lansat cu o săptămână mai devreme de lansarea oficială, pe 13 noiembrie, 2006.
Melodiile de pe album sunt centrate în jurul termenului "love". În timpul turneului Face to Face Tour, au interpretat piesa The Dance în câteva concerte și s-a spus mai târziu ca va fi inclusă pe viitorul album și va fi primul single de pe acesta, dar a fost înlocuit cu The Rose.
Primul și singurul single lansat de pe acest album a fost The Rose, interpretată original de Bette Midler și a debutat pe locul 1 în Irlanda și Regatul Unit. A reprezentat cel de-al paisprezecelea single numărul 1 al lor în Regatul Unit fiind la egalitate cu Cliff Richard pe locul trei în topul pieselor numărul 1 în Regatul Unit. Melodia a fost intens folosită la concursul Miss World 2006.
Albumul a debutat pe locul 1 în Regatul Unit, înregistrând 219.662 de exemplare vândute în prima săptămână, invingând alte albume compilații ca Stop The Clocks a lui Oasis, Love a lui The Beatles și U218 Singles a lui U2. The Love Album s-a vândut în peste 1.000.000 de exemplare în Regatul Unit și a câștigat 10 Discuri de Platină în Irlanda și 4 în Regatul Unit, făcându-l un mare hit pentru ei și Sony BMG.
Albumul a fost pe locul 8 în topul celor mai bine vândute albume pe anul 2006 în Regatul Unit, cu 891.000 de exemplare vândute.
Melodia Total Eclipse of the Heart a fost planificată pentru a fi al doilea single dar mai târziu lansarea a fost anulata. A ocupat totuși locul 5 în topul unui post de radio din Filipine. All Out of Love (duet cu Delta Goodrem) și Nothing's Gonna Change My Love For You au fost lansate mai târziu ca single-uri radio promoționale în Filipine.

## Melodii
| Piesa Nr. | Titlu                                   | Durata | Interpret original     |
| --------- | --------------------------------------- | ------ | ---------------------- |
| 1         | The Rose                                | 3:39   | Bette Midler           |
| 2         | Total Eclipse Of The Heart              | 4:27   | Bonnie Tyler           |
| 3         | All Out Of Love (duet cu Delta Goodrem) | 3:44   | Air Supply             |
| 4         | You Light Up My Life                    | 3:27   | Debbie Boone           |
| 5         | Easy                                    | 4:26   | The Commodores         |
| 6         | You Are So Beautiful (To Me)            | 3:03   | Billy Preston          |
| 7         | Have You Ever Been In Love              | 3:41   | Gem                    |
| 8         | Love Can Build A Bridge                 | 3:55   | The Judds              |
| 9         | The Dance                               | 3:58   | Garth Brooks           |
| 10        | All Or Nothing                          | 3:56   | O-Town                 |
| 11        | You've Lost That Loving Feeling         | 3:25   | The Righteous Brothers |

### Melodii bonus de pe versiunea japoneză
1. Solitaire
2. Nothing's Gonna Change My Love For You

### Melodii bonus de pe „Deluxe Edition” (lansat înAsia)
1. Butterfly Kisses
2. Nothing's Gonna Change My Love For You
3. If
4. Solitaire
5. Still Here
6. Total Eclipse of the Heart (Sunset Strippers Remix Radio Edit)

## Performanțele din topuri
| Țara          | Poziția | Vânzări    | Premii                |
| ------------- | ------- | ---------- | --------------------- |
| Europa        | 5       | 1,200,000+ | Disc de Platină       |
| Irlanda       | 1       | 150,000+   | 10 Discuri de Platină |
| Israel        | 1       |            | -                     |
| Norvegia      | 1       |            | -                     |
| Filipine      | 1       | 60,000+    | 3 Discuri de Platină  |
| Coreea de Sud | 1       | 40,000+    | Disc de Platină       |
| Regatul Unit  | 1       | 1,000,000+ | 3 Discuri de Platină  |
| Noua Zeelandă | 2       | 50,000+    | 3 Discuri de Platină  |

| Țara      | Poziția | Vânzări | Premii          |
| --------- | ------- | ------- | --------------- |
| Suedia    | 3       | 30,000+ | Disc de Aur     |
| Argentina | 5       |         |                 |
| China     | 5       |         | -               |
| Hong Kong | 5       |         | -               |
| Cipru     | 8       |         | -               |
| Australia | 11      | 70,000+ | Disc de Platină |
| Germania  | 34      |         | -               |
| Olanda    | 49      |         | -               |
| Elveția   | 27      |         | -               |
| Austria   | 49      |         | -               |